# Lost (Linkin-Park-Lied)
Lost ist ein Lied der US-amerikanischen Rockband Linkin Park. Ursprünglich wurde es während der Sessions zu ihrem zweiten Studioalbum Meteora (2003) aufgenommen und später, am 10. Februar 2023, offiziell als Leadsingle aus der Neuauflage zum 20-jährigen Jubiläum des Albums veröffentlicht.

## Hintergrund
Der Song wurde ursprünglich 2002 für das zweite Studioalbum von Linkin Park, Meteora (2003), aufgenommen und fertiggestellt. Die Band hat mit Countdowns und Schnitzeljagden auf ihrer Website angedeutet, dass sie in der zweiten Januarhälfte 2023 neues Material veröffentlichen würden. Der Song wurde offiziell am 10. Februar 2023 veröffentlicht, um die Wiederveröffentlichung von Meteora zum 20-jährigen Jubiläum der Band zu bewerben.
Mike Shinoda schrieb: „Lost“ zu finden war so, als ob man ein Lieblingsfoto gefunden hätte, von dem man vergessen hatte, dass man es aufgenommen hatte, als ob es nur auf den richtigen Moment gewartet hätte, um sich zu zeigen. Laut Shinoda hatten die Fans seit Jahren nach Songs gefragt, die die Stimme des verstorbenen Leadsängers Chester Bennington enthalten, und er erklärte, dass „Lost“ einer von mehreren unveröffentlichten Tracks mit Benningtons Gesang ist, die auf der 20-Jahres-Jubiläumsausgabe von Meteora enthalten sein werden.

## Komposition
"Lost" wurde als Nu-Metal und Hard-Rock-Song mit elektronischen Elementen beschrieben. Es wurde festgestellt, dass "Lost" klanglich ähnlich wie "Breaking the Habit" und "Numb" ist.

## Musikvideo
Die Band veröffentlichte am 10. Februar 2023 ein von Anime inspiriertes, KI-generiertes Video zu dem Song. Es zeigt Ausschnitte aus dem Live In Texas-Auftritt, der The Making of Meteora-Dokumentation, den Musikvideos "New Divide", "Somewhere I Belong", "Breaking the Habit" und Mike Shinodas "Fine" sowie der Animation "White Rabbit" von Maciej Kuciara und pplpleasr. Es wurde von den Produzenten und Animatoren Maciej Kuciara und pplpleasr erstellt. Es wurde bei den MTV Video Music Awards 2023 für das beste Rockvideo nominiert.

## Rezeption

### Chartplatzierungen
| ChartsChartplatzierungen       | Höchstplatzierung | Wochen |
| ------------------------------ | ----------------- | ------ |
| Deutschland (GfK)              | 5 (15 Wo.)        | 15     |
| Österreich (Ö3)                | 9 (3 Wo.)         | 3      |
| Schweiz (IFPI)                 | 16 (3 Wo.)        | 3      |
| Vereinigtes Königreich (OCC)   | 18 (3 Wo.)        | 3      |
| Vereinigte Staaten (Billboard) | 38 (2 Wo.)        | 2      |

### Auszeichnungen für Musikverkäufe
| Land/Region       | Auszeichnungen für Musikverkäufe (Land/Region, Auszeichnung, Verkäufe) | Verkäufe |
| ----------------- | ---------------------------------------------------------------------- | -------- |
| Frankreich (SNEP) | Gold                                                                   | 100.000  |
| Insgesamt         | 1× Gold ·                                                              | 100.000  |

Hauptartikel: Linkin Park/Auszeichnungen für Musikverkäufe